# Плагіоцефалія
Плагіоцефалія, також відома як синдром плоскої голови — це стан, що характеризується асиметричним викривленням (сплощенням однієї сторони) черепа. Легка і широко поширена форма характеризується плоскою плямою на потилиці або з одного боку голови, викликана перебуванням у положенні лежачи протягом тривалого часу.
Плагіоцефалія — це діагональна асиметрія по всій формі голови. Часто це сплощення, яке знаходиться на одній стороні потилиці, через це часто спостерігається асиметрія обличчя. Залежно від того, чи задіяний синостоз, плагіоцефалія ділиться на дві групи: синостотичні, з одним або декількома зрощеними черепними швами, і несиностотичні (деформаційні). Хірургічне лікування цих груп включає метод відстрочки; однак лікування деформаційної плагіоцефалії є суперечливим. Брахіцефалія описує дуже широку форму голови зі сплощенням по всій потилиці.

## Причини
Легка плагіоцефалія зазвичай діагностується при народженні та може бути результатом обмежувального внутрішньоутробного середовища, що дає голові форму «ромба», якщо дивитися зверху. Якщо відбувається передчасне зрощення кісток черепа, це правильніше називати краніосиностозом.
Частота захворюваності на плагіоцефалію різко зросла з моменту появи рекомендацій батьків щодо запобігання синдрому раптової дитячої смерті, щоб вони тримали своїх дітей на спині.
Дані також свідчать про те, що показники плагіоцефалії вищі для близнюків та багатоплідних пологів, недоношених дітей, дітей, які були розташовані в сідничному положенні або спина до спини, а також для дітей, народжених після тривалих пологів.

## Діагностика
Рекомендується обстеження розвитку та фізичного стану, проведена лікарем або педіатром. Часто діагностика проводиться, якщо діагноз сумнівний, щоб побачити, чи є у дитини шви, чи ні. Якщо шви відсутні, можна поставити під сумнів краніосиностоз.
Для немовляти з позиційною плагіоцефалією також часто зустрічаються зміщені вуха (вухо на ураженій стороні може бути витягнуте вперед і вниз, бути більшим чи виступати більше, ніж неуражене вухо).

## Профілактика
Методи профілактики включають перенесення немовляти та надання йому часу для ігор на животі (час на животі), що може запобігти прогресуванню дитини в помірну або важку плагіоцефалію.
Дозвіл немовлятам повзати також може виявитися вирішальним у запобіганні плагіоцефалії, оскільки це зміцнює хребет і м'язи шиї немовлят. Повзання також покращує загальну та дрібну моторику (великі та витончені рухи), рівновагу, координацію рук і очей і загальну силу.
Крім того, доступні спеціалізовані матраци для запобігання плагіоцефалії. Конструкція цих матраців характеризується ергономічним дизайном, який зменшує тиск на голову малюка. Дуже важливо, сертифікація цих матраців, щоб гарантувати їх ефективність.

## Лікування
Стан може якоюсь мірою покращитися, коли дитина росте, але в деяких випадках домашнє лікування або фізіотерапія можуть поліпшити форму голови дитини.
Ранні втручання (залежно від тяжкості) мають важливе значення для зменшення тяжкості ступеня плагіоцефалії. Діагноз найчастіше визначається за допомогою клінічного обстеження. Для того, щоб оцінити тяжкість стану та визначити найкращий курс лікування, практикуючі лікарі часто використовують шкалу тяжкості плагіоцефалії. Це шкала, яка може допомогти лікарям-практикам оцінити стан стандартизованим способом.
Курс лікування, як правило, базується на віці дитини, коли діагноз ставиться, в поєднанні з тяжкістю діагнозу. Якщо діагноз плагіоцефалії легкого та помірного ступеня виявляється у віці до чотирьох місяців, терапія репозиціонування може бути корисною. Якщо діагноз визначений як важкий, практикуючі лікарі, швидше за все, призначать краніальний ортез (шолом), який маж найкращі результати, якщо його призначають у віці від п'яти до шести місяців.

### Репозиція
Спочатку лікування зазвичай полягає у зменшенні тиску на уражену ділянку шляхом перекладання дитини на живіт протягом тривалого періоду часу протягом дня.
Це може включати зміну положення голови дитини протягом дня так, щоб округла сторона голови прилягала до матраца, зміну положення ліжечок та інших місць, де немовлята проводять час, щоб їм довелося дивитися в іншому напрямку, щоб побачити своїх батьків або інших у кімнаті, переставляти мобільні телефони та інші іграшки з подібних причин, а також уникати тривалого сну в автомобільних сидіннях (коли не в транспортному засобі), надувних сидіннях чи інших місцях для сидіння на спині, які, як вважається, посилюють проблему.  Якщо дитина відчуває дискомфорт або плаче, коли її перекладають, слід виключити проблему з шиєю.

### Шоломи
Відсутні високоякісні докази ортезу для реформування черепа (дитячого шолома) для позиційного стану, і використання для цієї мети є суперечливим. Якщо консервативне лікування неефективне, шоломи можуть допомогти виправити аномальну форму голови. Ці шоломи використовуються для лікування деформаційної плагіоцефалії, брахіцефалії, скафоцефалії та інших деформацій форми голови у немовлят 3–18 місячного віку, обережно дозволяючи формі голови знову вирівнятися до нормальної форми. Цей вид лікування використовується при серйозних деформаціях.

## Прогноз
Попередні дослідження показують, що деякі немовлята з плагіоцефалією можуть складати групу високого ризику щодо труднощів у розвитку. Плагіоцефалія пов'язана з затримкою моторного та мовного розвитку. Хоча затримка розвитку є більш поширеним явищем серед дітей з плагіоцефалією, не можна зробити висновок, що плагіоцефалія є причиною затримки.

## Етимологія
Давньогрецьке πλάγιος (plagios) 'скошений, похилий', від PIE plag- 'плоский, розпростертий', від * plak-, і сучасної латинської мови cephal- 'голова, череп, мозок' (від грец. κεφαλή), разом означає «плоска голова».